# Diecéze versailleská
Diecéze versailleská (lat. Dioecesis Versaliensis, franc. Diocèse de Versailles) je francouzská římskokatolická diecéze. Leží na území departementu Yvelines, jehož hranice přesně kopíruje. Diecéze byla založena 29. listopadu 1801, se sídlem ve Versailles. Jako katedrála byl ustanoven kostel svatého Ludvíka ve Versailles.
Diecézním biskupem je od roku 11. ledna 2001 Mons. Éric Aumonier.

## Historie
29. listopadu 1801 byla založena diecéze ve Versailles. Území diecéze bylo zmenšeno 6. října 1822, když byla část vyčleněna a přidána k chartreské diecézi, která v té době byla obnovena. O další části území versailleská diecéze přišla 9. října 1966, kdy bylo vyčleněno území pro 5 nově vzniklých diecézí: Créteil, Évry-Corbeil-Essonnes, Nanterre, Pontoise a Saint-Denis.
Diecéze je součástí pařížské církevní provincie.